# اکان (ویسکانسین)
اکان، ویسکانسین (به انگلیسی: Akan, Wisconsin) یک منطقهٔ مسکونی در ایالات متحده آمریکا است که در ویسکانسین واقع شده‌است.

## خصوصیات
اکان ۹۳٫۵ کیلومترمربع مساحت و ۴۴۴ نفر جمعیت دارد و ۳۰۷ متر بالاتر از سطح دریا واقع شده‌است.